# Wasserturm Gütersloh
Der Wasserturm Gütersloh ist ein 42 Meter hoher Wasserturm in der Kreisstadt Gütersloh in Nordrhein-Westfalen. Er steht relativ innenstadtnah in der Friedrichstraße zwischen dem Evangelisch Stiftischen Gymnasium, der Stadthalle und dem Theater. Die Geländehöhe dort beträgt 74,35 m über NN.
Neben diesem städtischen Wasserturm existiert in Gütersloh noch der „Miele“-Wasserturm auf dem Werksgelände des gleichnamigen Hausgeräteherstellers.

## Architektur
Der Wasserturm Gütersloh wurde nach Entwürfen des Architekten Adolf Schlüpmann errichtet. Der Fundamentring des Turms hat einen Durchmesser von 13,5 m bei einer Gründungstiefe von 3 m. Der innere Durchmesser beträgt 8 m. In der doppelgeschossigen Sockelzone sind abwechselnd die Strebepfeiler und Ziegelwandfelder sichtbar. Darüber befinden sich drei durch drei Sandsteinprofile horizontal gegliederte Geschosse mit einem abschließenden Blendarkaden-Kranz. Es folgen drei weitere Stockwerke mit Plattenverkleidung und schließlich ein Zeltdach. Über dem Eingang befindet sich ein Sandstein-Medaillon mit dem Gütersloher Stadtwappen und dem Datum der Erbauung. Der Wasserbehälter, dessen Tragring sich in einer Höhe von 28,6 m befindet, fasst 310 Kubikmeter.

## Geschichte

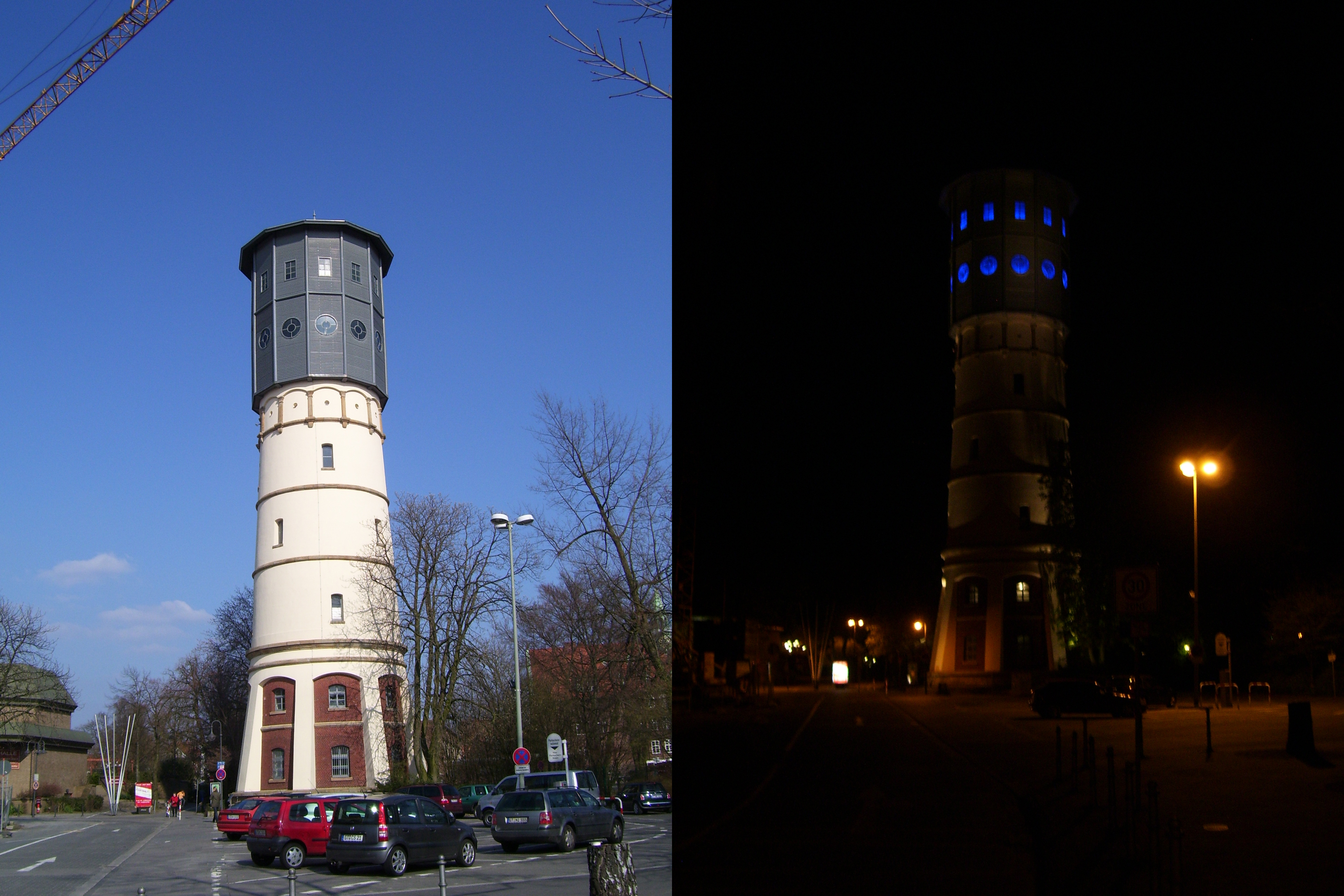
Wasserturm Gütersloh, Tag- und Nachtansicht (2009)

Gegen Ende des 19. Jahrhunderts wurde in Gütersloh, das damals rund 5.000 Einwohner zählte, die Notwendigkeit einer zentralen Trinkwasserversorgung deutlich. Die bis dahin gebräuchlichen privaten Brunnen erwiesen sich als unergiebig oder verunreinigt. So lieferten von den 526 Brunnen der Stadt lediglich 216 gesundheitlich unbedenkliches Wasser. Im August 1887 beschloss die Stadtverordnetenversammlung daher den Bau eines Wasserwerks. In dem flachen Gelände war dazu ein Wasserturm notwendig, der am 1. Oktober 1888 in Betrieb genommen wurde.
Die Kapazitäten von Wasserwerk und -turm reichten 60 Jahre lang aus, um Gütersloh mit Trinkwasser zu versorgen. Erst 1946/48 wurde im Stadtteil Spexard ein Pumpwerk und 1950 eine Rohrdruckleitung installiert, die eine Druckregulierung über den Turm überflüssig machte.
Anders als andere technische Bauwerke in Gütersloh wurde der Turm, obwohl funktionslos geworden, nicht abgerissen und blieb als Industriedenkmal erhalten, das die infrastrukturelle Entwicklung der Stadt dokumentiert. 1984 wurde er mit der Denkmalnummer A 044 in die Liste der Baudenkmäler in Gütersloh eingetragen. Mehrere Jahrzehnte wurde allerdings nur wenig für den Erhalt des Turmes getan. Erst 1998 stellten die Stadtwerke die originale Außenfassade des Turms wieder her, was 800.000 D-Mark kostete. Im Inneren des Turms wurde ein Jugendcafé eröffnet, wofür der Mark-Wössner-Jugendfonds 300.000 D-Mark zur Verfügung stellte. Der Turm steht heute unter Denkmalschutz.